# Leichtathletik-Weltmeisterschaften 2015/Teilnehmer (Bulgarien)
| Gelbes Symbol für Goldmedaillen mit stilisierten Olympischen Ringen | Graues Symbol für Silbermedaillen mit stilisierten Olympischen Ringen | Braundes Symbol für Bronzemedaillen mit stilisierten Olympischen Ringen |
| ------------------------------------------------------------------- | --------------------------------------------------------------------- | ----------------------------------------------------------------------- |
| —                                                                   | —                                                                     | —                                                                       |

Der Leichtathletikverband Bulgariens nominierte elf Athleten für die Leichtathletik-Weltmeisterschaften 2015 in der chinesischen Hauptstadt Peking.

## Ergebnisse

### Männer

#### Laufdisziplinen
| Athlet      | Disziplin        | Vorlauf     | Vorlauf | Halbfinale | Halbfinale | Finale             | Finale             |
| Athlet      | Disziplin        | Zeit        | Platz   | Zeit       | Platz      | Zeit               | Platz              |
| ----------- | ---------------- | ----------- | ------- | ---------- | ---------- | ------------------ | ------------------ |
| Mitko Zenow | 3000 m Hindernis | 9:02,72 min | 35      |            |            | nicht qualifiziert | nicht qualifiziert |

#### Sprung/Wurf
| Athlet         | Disziplin   | Qualifikation | Qualifikation | Finale             | Finale             |
| Athlet         | Disziplin   | Weite/Höhe    | Platz         | Weite/Höhe         | Platz              |
| -------------- | ----------- | ------------- | ------------- | ------------------ | ------------------ |
| Rumen Dimitrow | Dreisprung  | 16,53 m       | 17            | nicht qualifiziert | nicht qualifiziert |
| Georgi Zonow   | Dreisprung  | 16,59 m       | 16            | nicht qualifiziert | nicht qualifiziert |
| Georgi Iwanow  | Kugelstoßen | kgv           | kgv           | nicht qualifiziert | nicht qualifiziert |

### Frauen

#### Laufdisziplinen
| Athletin           | Disziplin        | Vorlauf     | Vorlauf | Halbfinale         | Halbfinale         | Finale             | Finale             |
| Athletin           | Disziplin        | Zeit        | Platz   | Zeit               | Platz              | Zeit               | Platz              |
| ------------------ | ---------------- | ----------- | ------- | ------------------ | ------------------ | ------------------ | ------------------ |
| Inna Eftimowa      | 100 m            | 11,50 s     | 38      | nicht qualifiziert | nicht qualifiziert | nicht qualifiziert | nicht qualifiziert |
| Iwet Lalowa-Collio | 100 m            | 11,09 s     | 10      | 11,13 s            | 14                 | nicht qualifiziert | nicht qualifiziert |
| Iwet Lalowa-Collio | 200 m            | 22,54 s     | 4       | 22,32 s            | 4                  | 22,41 s            | 7                  |
| Silwija Danekowa   | 3000 m Hindernis | 9:46,31 min | 28      |                    |                    | nicht qualifiziert | nicht qualifiziert |

#### Sprung/Wurf
| Athletin                | Disziplin   | Qualifikation             | Qualifikation             | Finale                    | Finale                    |
| Athletin                | Disziplin   | Weite/Höhe                | Platz                     | Weite/Höhe                | Platz                     |
| ----------------------- | ----------- | ------------------------- | ------------------------- | ------------------------- | ------------------------- |
| Gabriela Petrowa        | Dreisprung  | 14,44 m                   | 1                         | 14,66 m                   | 4                         |
| Mirela Demirewa         | Hochsprung  | 1,92 m                    | 12                        | 1,88 m                    | 9                         |
| Wenelina Wenewa-Mateewa | Hochsprung  | 1,80 m                    | 28                        | nicht qualifiziert        | nicht qualifiziert        |
| Radoslawa Mawrodiewa    | Kugelstoßen | DNS, nicht auf Startliste | DNS, nicht auf Startliste | DNS, nicht auf Startliste | DNS, nicht auf Startliste |